# Quand les Maures régnaient en Europe
Pour plus de détails, voir Fiche technique et Distribution.
Quand les Maures régnaient en Europe (en anglais: When the Moors Ruled in Europe) est un film documentaire américain présenté par l'historienne britannique Bettany Hughes. C'est un film en deux parties sur les apports oubliés des maures durant près de 800 ans de règne en Péninsule Ibérique au temps d'Al-Andalus. Il est diffusé pour la première fois sur la chaine Channel 4 le Samedi 5 novembre 2005. Il a principalement été filmé en Andalousie et au Maroc à Grenade, à Cordoue et à Fès.
Cette ère pris fin avec la Reconquista quand les autorités chrétiennes brûlent plus de 1 000 000 de textes arabes (sachant que d'antan la Bibliothèque d'Alexandrie n'en comptaient que 700 000). Le documentaire insiste sur cet Âge d'or scientifique, culturel et spirituel (avec la tolérance religieuse à l'époque) sous Abd al-Rahman III. Bettany affirme que l'avocat fut apporté en Europe grâce aux arabes[réf. souhaitée] alors qu'il s'agit d'un fruit originaire du Mexique importé par les Espagnols.

## Fiche technique

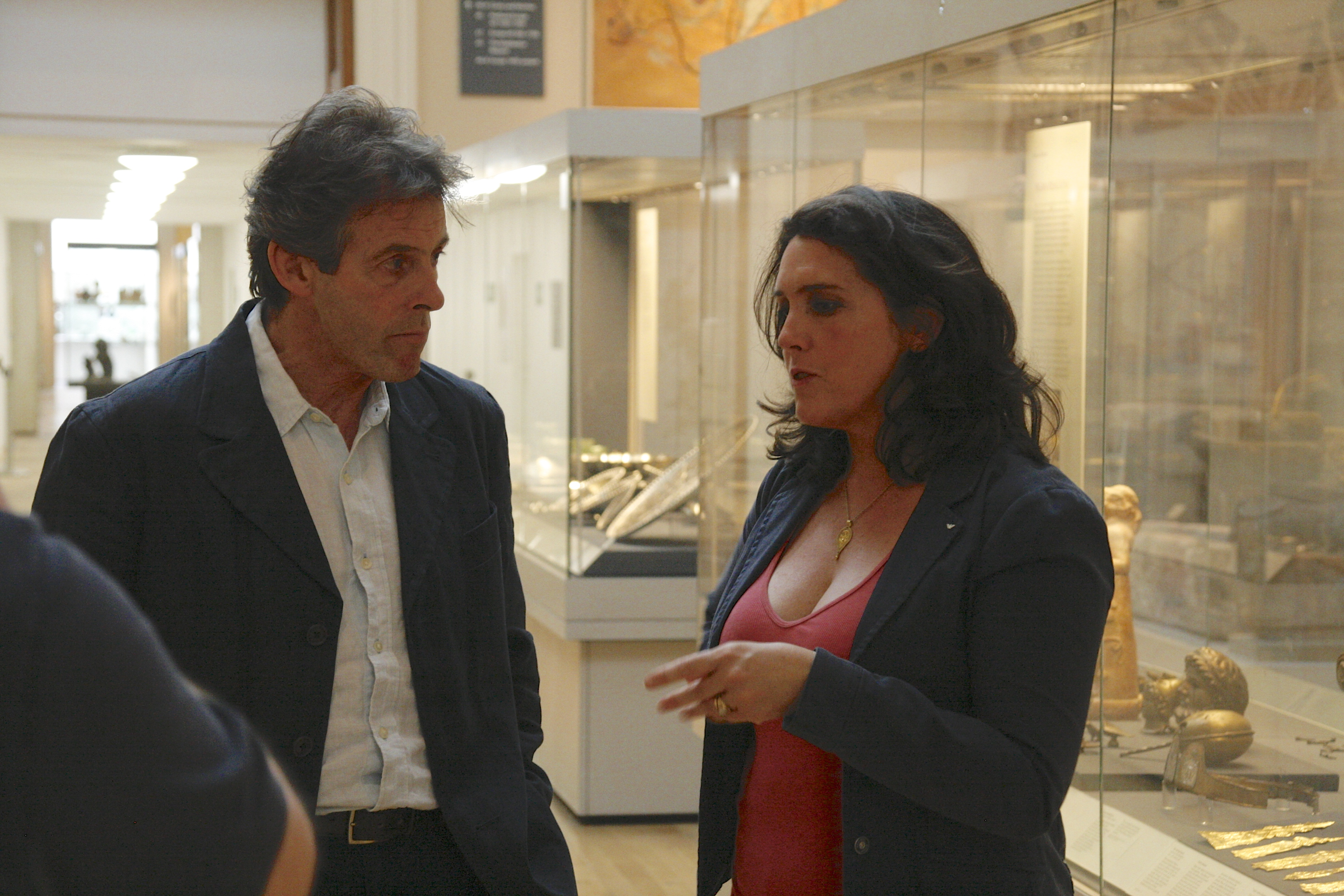
Bettany Hughes au British Museum

- Titre : Quand les Maures régnaient en Europe
- Titres original : When the Moors Ruled in Europe
- Réalisation : Timothy Copestake
- Présentatrice : Bettany Hughes
- Production :
- Scénario :
- Image :
- Effets spéciaux :
- Musique originale :
- Montage :
- Intervenants :
- Pays d'origine :  États-Unis
- Format : Couleurs
- Genre : Documentaire
- Durée : 103 minutes
- Date de sortie : 2005